# Aubrey Beauclerk (1710-1741)
Pour les articles homonymes, voir Aubrey Beauclerk et Beauclerk.
Aubrey Beauclerk (c. 1710 – 22 mars 1741) est un officier de la Royal Navy. Il est en service pendant la Guerre de Succession d'Autriche et est tué au Siège de Carthagène des Indes (1741).

## Biographie
Lord Aubrey est né vers 1710, le huitième fils de Charles Beauclerk (1er duc de Saint-Albans) et de son épouse Diana de Vere. Après quelque temps de service, il est fait Post-captain le 1er avril 1731, et nommé sur le HMS Ludlow Castle, navire qu'il commande sur les Îles sous le Vent pendant environ dix-huit mois. À travers les années 1734-5, il commande le HMS Garland dans la Méditerranée, et en 1737-9, le HMS Dolphin sur la même station. Il retourne à la maison en janvier 1740, et est presque immédiatement nommé sur le HMS Weymouth (en), puis transféré au cours de l'été, sur le HMS Prince Frederick (en), l'un des navires de la flotte qui s'embarque pour les Indes occidentales avec Chaloner Ogle le 26 octobre 1740.
Dans l'après-midi d'un des premiers jours de janvier 1741, alors que la flotte est hors de l'extrémité ouest de l'île Hispaniola, quatre grands navires sont observés. L'amiral charge le Prince Frederick, et cinq autres navires de ligne pour la chasse. Vers le crépuscule les étrangers hissent les couleurs françaises, mais n'ont pas raccourci la voile, et ils n'ont pas été dépassés jusqu'à près de dix heures. Le Prince Frederick est le bateau de tête, et Lord Aubrey salue le navire, puis engage le tir. La nationalité est alors apparente; ils sont vraiment des navires français, et les deux escadrons se séparent avec des excuses mutuelles. La flotte, sous la direction de Sir Chaloner Ogle, arrive à la Jamaïque le 7 janvier et rejoint le vice-amiral Edward Vernon, qui assiège Carthagène des Indes sous domination espagnole.
Lors de l'attaque de la Boca Chica au cours de la Bataille de Cartagena de Indias, Lord Aubrey est tué le 22 mars 1741. Un monument à sa mémoire est érigé à l'Abbaye de Westminster, et une pension de 200 livres par an est accordée à sa veuve, dont elle a joui jusqu'à sa mort, le 30 octobre 1755,,,.